# Kiekrz (wieś)
Kiekrz (niem. Kiekebusch, Ketsch) – wieś w Polsce położona w województwie wielkopolskim, w powiecie poznańskim, w gminie Rokietnica.

## Historia
Miejscowość pierwotnie była związana z Wielkopolską. Istnieje co najmniej od drugiej połowy XIV wieku i ma średniowieczną metrykę. Po raz pierwszy odnotowana została w łacińskim dokumencie z 1386 jako "Kerz", 1392 "Kekers", "Keckrze", 1395 "Kekrsz", 1400 "Kekrza, Kekrz", 1422 "Kekrs", 1431 "Kyekrz", 1432 "Kekrzs", 1433 "Kyekrzs", 4434 "Kyekzye", 1454 "Kekrze", 1475 "Kyeczr", 1520 "Kyersch", 1524 "Kiekrz".
Tereny, na których powstała miejscowość były jednak zasiedlone znacznie wcześniej. W okolicy archeolodzy odnaleźli pozostałości osady palowej na Jeziorze Kierskim o nie ustalonej chronologii, datowanej wstępnie między IX wiekiem a połową wieku XIII. Odnaleziono także osady: na wschodnim brzegu Jeziora Kierskiego oraz między Jeziorem Kierskim a torami kolejowymi oraz z połowy X-XI wieku osadę na zachodnim brzegu Jeziora Kierskiego, a także osadę z połowy X oraz połowy XIII wieku na wschodnim brzegu Jeziora Kierskiego.
Miejscowość była początkowo własnością szlachecką, należącą do lokalnego wielkopolskiego rodu Kierskich, którzy od nazwy wsi przyjęli odmiejscowe nazwisko, a później także do Sadowskich. W 1400 leżała w powiecie poznańskim województwa poznańskiego w Koronie Królestwa Polskiego. Od 1397 była siedzibą własnej parafii. W 1510 leżała w dekanacie Oborniki.
W latach 1391-1392 notowany był Dobrogost z Kiekrza. W 1391 odnotowano dwa spory sądowe jakie prowadził. Pierwszy z Wojciechem z Lulina o jezioro, a drugi z Piotrem z Psarskich, w którym został pozwany o wycięcie dwóch gajów w Kiekrzu.
Pierwszym właścicielem wsi był odnotowany w latach 1386-1400 Mikołaj, zwany Krwawym Diabłem, który miał także majętności w Wenecji w powiecie kcynyńskim, w Rokietnicy, Starzynach i Chomiąży w powiecie kcyńskim. Był on sędzią kaliskim w latach 1381-1400 i zachowały się z jego osoba zapisy sądowe dotyczące spraw majątkowych, z którymi wiąże się pierwszy zachowany historyczny zapis o miejscowości. W 1386 Mikołaj oskarżył podsędka i wojewodziego poznańskiego, że kasztelanowi santockiemu Dziersławowi Grocholi z Ostroroga dano wwiązanie w wieś Kiekrz. W 1395 Mokołaj toczył spór sądowy z Bieniakiem Wygonowskim z Wyganowa w powiecie pyzdrskim. Bieniak lub jego brat Mikołaj miał okazać swe części w Kiekrzu, Starzynach i Szeradowie. W latach 1396-1400 Mikołaj toczył procesy z Maciejem i Mikołajem z Zielątkowa: w 1396 o połowę Kiekrza, połowę Starzyna i połowę Szeradowa, w 1400 natomiast o Starzyny i Kiekrz, a w 1400 wraz z Maciejem i Mikołajem z Zielątkowa przedstawili w sądzie dokumenty kupna tychże części dóbr od ich poprzedniego właściciela, który miał przejąć ich sprawę, a sąd przysądził im sporne dobra. W 1400 Mikołaj i Maciej z Zielątkowa odparli roszczenia Mikołaja z Kiekrza do połowy sołectwa we wsi. W 1400 starosta generalny Wielkopolski i wojewoda poznański zakazali pozywać dzieci zmarłego Mikołaja sędziego kaliskiego ze wsi Rokietnica, Kiekrz i Starzyny oraz innych dóbr w powiecie poznańskim, zezwalając jednak na ich pozywanie z dóbr w powiecie gnieźnieńskim.
W połowie XV wieku właścicielami we wsi byli Kierscy, którzy od nazwy przyjęli odmiejscowe nazwisko. W 1400 Mikołaj sędzia kaliski toczył w spór z Mikołajem i Maciejem z Zielątkowa o połowę z 8 łanów sołectwa w Kiekrzu. W 1431 Wojciech Kierski syn Mikołaja był studentem w Krakowie, który w 1437 uzyskał stopień bakałarza na Uniwersytecie Krakowskim. W 1454 czasie wojny trzynastoletniej z zakonem krzyżackim w wspomniano Jakuba z Kiekrza, który wzięty został do niewoli w bitwie pod Chojnicami. W 1463 Sędziwój Kierski zapisał swej żonie Przybysławie po 150 grzywien posagu oraz wiana na swej części w Swadzimiu oraz na swych częściach w Kiekrzu. W 1483 jako dziedzice we wsi odnotowani zostali synowie Jana Kierskiego Szczepan oraz Sędziwój bracia z Gołaszyna.
W drugiej połowie XV wieku jako właściciel we wsi odnotowany został Michał Kierski, ojciec Jana, Wincentego i Wawrzyńca, mąż Elżbiety Sobockiej, a później Doroty i Katarzyny Spławskiej. W 1497 zapisał swojej żonie Elżbiecie córce Dobrogosta Sobockiego po 100 kóp groszy posagu i wiana na połowie Kiekrza i Swadzimia. W 1500 toczył proces z Janem Bielawskim . W 1509 zapisał swemu synowi Janowi Kierskiemu z majątku swej zmarłej żony Doroty 300 złotych na Kiekrzu i Swadzimiu. W 1511 zakupił z zastrzeżeniem prawa odkupu od Jana sędziego kaliskiego, Jakuba, Mikołaja i Wincentego Spławskich wieś Kobylepole wraz z młynem w powiecie poznańskim za 300 grzywien.
W latach 1488-1520 wspomniany został Sędziwój Sadowski noszący odmiejscowe nazwisko od wsi z → Sady. W 1488 kupił on od Małgorzaty (łac. „de Murzyne”) z Murzynowa w powiecie poznańskim, wdowa po Bodzęcie zwanym Pałuka dziedzicu w Kiekrzu jej części w Kiekrza, Starzynach i Rudowie z sołectwem w Starzynach za 300 grzywien. W 1488 Sadowski kupił od Frącki żony Mikołaja Radzikowskiego chorążego dobrzyńskiego jej ojcowiznę w Kiekrzu, Starzynach i Rudowie za 420 grzywien. W 1492 zapisał swpjej siostrze Annie z zastrzeżeniem prawa odkupu 5 grzywien czynszu na wsiach Sady, Strzeszyn, Starzyny i Kiekrz. W 1498 odnotowany został jako patron kościoła w Kiekrzu. W 1503 sprzedał z zastrzeżeniem prawa odkupu Janowi z Osiecznej altaryście altarii św. Macieja i Jana Apostołów, Erazma i Katarzyny w kościele w Śremie czynsz w kwocie 6 grzywien na wsi Starzyny i połowie Kiekrza z połową Jeziora Kierskiego oraz na całym Strzeszynie za 100 grzywien.
Miejscowość odnotowały również historyczne rejestry podatkowe. W 1508 wieś zapłaciła wiardunki wojenne z części należącej do Sadowskiego z 0,5 łana 6 groszy, z karczmy 6 groszy. Z części należącej do Kierskich zapłacono od 4 półłanków oraz z karczmy 6 groszy. W 1509 miał miejsce pobór z części Sadowskiego z połowy łana zapłacił on 3 grosze, a z karczmy 3 grosze. Natomiast z części Kierskiego pobrano od 4 półłanków i z karczmy 3 grosze. W 1510 wieś miała 16 łanów. W 1535 pobrano podatki z karczmy . W 1563 miał miejsce pobór z 2,5 łana i z karczmy. W 1580 wieś należała do Macieja Kierskiego, który zapłacił od 4 półłanków, 5 zagrodników oraz od młyna zbożowego.
Wskutek II rozbioru Polski w 1793, miejscowość przeszła pod władanie Prus i jak cała Wielkopolska znalazła się w zaborze pruskim.
W latach 1954–1961 wieś należała i była siedzibą władz gromady Kiekrz, po jej zniesieniu w gromadzie Rokietnica. W latach 1975–1998 miejscowość administracyjnie należała do województwa poznańskiego.
W miejscowości znajduje się klasztor Zgromadzenia Sióstr Matki Bożej Miłosierdzia oraz Droga Świętej Faustyny, upamiętniająca pobyt w tym miejscu św. Faustyny Kowalskiej w 1929. Teren ten to częściowo dawne cmentarzysko z epoki brązu i żelaza.